# Nymphon scotiae
Nymphon scotiae är en havsspindelart som beskrevs av Stock, J.H. 1981. Nymphon scotiae ingår i släktet Nymphon och familjen Nymphonidae. Inga underarter finns listade i Catalogue of Life.